# RWD-11
Die RWD-11 war ein polnisches Reise- und Zubringerflugzeug der 1930er Jahre, das über das Prototypenstadium nicht hinauskam.

## Aufbau
Die RWD-11 war ein freitragender Tiefdecker in Gemischtbauweise. Der Rumpf bestand aus einer geschweißten Stahlrohrkonstruktion, die teils mit Sperrholz beplankt und teils mit Stoff bespannt war. Die hölzernen Tragflächen besaßen zwei Hauptholme und waren mit HP-Schlitzflügeln und Spaltquerrudern ausgestattet. In ihnen befand sich je ein 140-l-Kraftstoffbehälter. Das Flugzeug wurde im Verlauf der Erprobung mit zwei verschiedenen Leitwerkstypen ausgerüstet: einem normalen Kreuzleitwerk sowie einem Doppelleitwerk, die beide freitragend waren. Das Fahrwerk umfasste zwei rückwärts in die Motorgondeln einziehbare Haupträder an Öl-Luft-Federbeinen und ein starres Heckrad.

## Technische Daten

Dreiseitenansicht mit Doppelleitwerk

| Kenngröße                 | Daten                                                        |
| ------------------------- | ------------------------------------------------------------ |
| Besatzung                 | 2                                                            |
| Passagiere                | 6                                                            |
| Spannweite                | 15,2 m                                                       |
| Länge                     | 10,1 m                                                       |
| Flügelfläche              | 25,0 m²                                                      |
| Flügelstreckung           | 9,3                                                          |
| Flächenbelastung          | 106,0 kg/m²                                                  |
| Leistungsbelastung        | 6,5 kg/PS                                                    |
| Flächenleistung           | 16,4 PS/m²                                                   |
| Rüstmasse                 | 1740 kg                                                      |
| Zuladung                  | 910 kg                                                       |
| Startmasse                | 2650 kg                                                      |
| Antrieb                   | zwei luftgekühlte Sechszylinder-Reihenmotoren Walter Major 6 |
| Vollleistung Nennleistung | 205 PS (151 kW) bei 2350/min 190 PS (140 kW) bei 2100/min    |
| Kraftstoffvolumen         | 280 l                                                        |
| Höchstgeschwindigkeit     | 300 km/h in Bodennähe                                        |
| Reisegeschwindigkeit      | 255 km/h                                                     |
| Mindestgeschwindigkeit    | 90 km/h                                                      |
| Steigzeit                 | 5,0 min auf 1000 m Höhe                                      |
| Gipfelhöhe                | 4100 km                                                      |
| Reichweite                | 800 km                                                       |